# Stora Skärshultasjön
Stora Skärshultasjön är en sjö i Hylte kommun i Småland och ingår i Nissans huvudavrinningsområde. Sjön är 18,1 meter djup, har en yta på 0,584 kvadratkilometer och befinner sig 143 meter över havet. Vid provfiske har abborre, gädda, mört och sutare fångats i sjön.

## Delavrinningsområde
Stora Skärshultasjön ingår i det delavrinningsområde (632603-134740) som SMHI kallar för Utloppet av Stora Skärshultasjön. Medelhöjden är 150 meter över havet och ytan är 3,39 kvadratkilometer. Det finns inga avrinningsområden uppströms utan avrinningsområdet är högsta punkten. Vattendraget som avvattnar avrinningsområdet har biflödesordning 3, vilket innebär att vattnet flödar genom totalt 3 vattendrag innan det når havet efter 65 kilometer. Avrinningsområdet består mestadels av skog (80 %). Avrinningsområdet har 0,54 kvadratkilometer vattenytor vilket ger det en sjöprocent på 15,8 %.